# Podole (Łódź)
Pour les articles homonymes, voir Podole.
Podole est une localité polonaise de la gmina et du powiat de Zgierz en voïvodie de Łódź.